# Argyractis lucianalis
Argyractis lucianalis là một loài bướm đêm trong họ Crambidae.